# 참여정부 평가포럼
참여정부 평가포럼(참평포럼)은 참여정부의 공정한 평가와 올바른 이해를 위해 조직된 모임이다. 2007년 4월 27일 이병완 전 청와대 비서실장 등 노무현 대통령의 최측근 인사들을 주축으로 출범하여, 같은 해 12월 28일 활동을 종료하였다. 8개월 동안 강연과 홍보물 발간, 전국 순회 시민정책교실 개설 등의 활동을 펼쳤다.